# 山上王 (日本)
山上王（やまのえおう、生没年不詳）は、奈良時代の皇族。官位は従五位下・内兵庫正。

## 経歴
光仁朝末の宝亀10年（779年）正月に従五位下に叙爵され、同年9月に内礼正に任じられる。
桓武朝の延暦元年（782年）に八上王が内礼正に任ぜられていることから、山上王はこれまでに官職を辞したと想定される。延暦6年（787年）内兵庫正に任じられた。

## 官歴
注記のないものは『六国史』による。
- 時期不明：正六位上
- 宝亀10年（779年） 正月25日：従五位下。9月26日：内礼正
- 延暦元年（782年） 8月25日：止内礼正?
- 延暦6年（787年） 5月22日：内兵庫正